# Johann Peter Lange

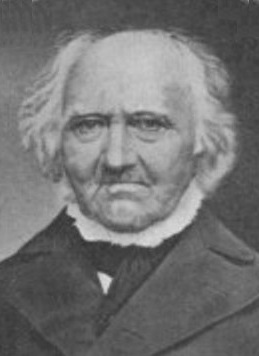
Johann Peter Lange

Johann Peter Lange (* 10. April 1802 auf Bies in der Gemarkung Sonnborn bei Elberfeld (heute Wuppertal); † 8. Juli 1884 in Bonn) war deutscher reformierter Theologe.

## Leben
Johann Peter Lange war der Sohn eines Fuhrmanns und der Vater des Philosophen Friedrich Albert Lange. Lange studierte ab 1822 in Bonn Theologie und hörte unter anderem Karl Immanuel Nitzsch und Friedrich Lücke und wurde Anhänger der Theologie Friedrich Schleiermachers.
Ab 1832 war er Pfarrer in Duisburg. Hier gründete er einen Frauenverein zur Unterstützung mittelloser Wöchnerinnen und kämpfte gegen die Kinderarbeit und freundete sich mit Dietrich Wilhelm Landfermann an. In Duisburg schrieb er auch 1836 sein gegen David Friedrich Strauß gerichtetes Werk Über den geschichtlichen Charakter der kanonischen Evangelien, insbesondere der Kindheitsgeschichte Jesu, das ihm 1841 die Berufung an die Universität Zürich (auf den Strauß zugedachten Lehrstuhl) eintrug. 1854 nahm Lange einen Ruf der Universität Bonn an. Nebenamtlich wirkte er ab 1860 als Konsistorialrat, ab 1875 als Oberkonsistorialrat im Konsistorium der rheinischen Provinzialkirche in Koblenz.
Lange war ein fruchtbarer Autor, der eine Vielzahl an exegetischen und systematischen Schriften veröffentlichte und sich auch regelmäßig zu kirchlichen Zeitfragen äußerte. Als „positiver“ Theologe setzte er sich weiterhin mit Strauß auseinander und setzte dessen Leben Jesu sein eigenes Das Leben Jesu nach den Evangelien dargestellt (1844–47) entgegen. Besondere Verbreitung fand auch seine Christliche Dogmatik (1849–52) und das von ihm herausgegebene Theologisch-homiletische Bibelwerk 1857–76, eine Kommentarreihe, für die Lange selbst eine Reihe von Bänden verfasste und die auch in der von Philip Schaff verantworteten englischen Übersetzung (A Commentary on the Holy Scriptures, Critical, Doctrinal and Homiletical, with Special Reference to Ministers and Students, 1864–80) sehr erfolgreich war. Von den von Lange gedichteten Kirchenliedern wurden einige in zeitgenössischen Sammlungen aufgenommen, aber keins ist in neueren Gesangbüchern zu finden.

## Schriften
- Die Lehre der heiligen Schrift von der freien und allgemeinen Gnade Gottes. Elberfeld, 1831.
- Biblische Dichtungen. 1. Bändchen. Elberfeld, 1832. Digitalisat
- Predigten. München, 1833.
- Biblische Dichtungen. 2. Bändchen. Elberfeld, 1834.
- Kleine polemische Gedichte. Duisburg, 1835.
- Gedichte und Sprüche aus dem Gebiete christlicher Naturbetrachtung. Duisburg, 1835.
- Die Welt des Herrn in didaktischen Gesängen. Essen, 1835.
- Die Verfinsterung der Welt. Lehrgedicht. Berlin, 1838.
- Grundzüge der urchristlichen frohen Botschaft. Duisburg, 1839.
- Kurze Biographie des seligen Adolph Köttgen. In: derselbe (Hrsg.): A. Köttgen: Gedichte- Essen 1839, S. 423–442. Digitalisat
- Homilien über Colosser 3. 1–17. Vierte Auflage. Bremen, 1844.
- Christliche Betrachtungen über zusammenhängende biblische Abschnitte für die häusliche Erbauung. Duisburg, 1841.
- Über den geschichtlichen Character der kanonischen Evangelien, insbesondere der Kindheitsgeschichte Jesu, mit Beziehung auf das Leben Jesu von D. F. Strauss. Duisburg, 1836.
- Das Land der Herrlichkeit, oder die christliche Lehre vom Himmel. Mörs, 1838.
- Vermischte Schriften, 4 Bände. Mörs, 1840–’41.
- Gedichte. Essen, 1843. Digitalisat
- Die kirchliche Hymnologie, oder die Lehre vom Kirchengesang. Theoretische Einleitung und Kirchenliederbuch. Zürich, 1843.
- Das Leben Jesu, 3 Bücher. Heidelberg, 1844–’47.
- Worte der Abwehr (in Beziehung auf das Leben Jesu). Zürich, 1846.
- Christliche Dogmatik, 3 Bände. Philosophische, Positive, und Angewandte Dogmatik. Heidelberg, 1847.
- Über die Neugestaltung des Verhältnisses zwischen dem Staat und der Kirche. Heidelberg, 1848.
- Neutestamentliche Zeitgedichte. Frankfurt a. M., 1849.
- Kritische Beleuchtung der Schrift von Ludwig Feuerbach Das Wesen des Christenthums. Karl Winter, Heidelberg  1849. Digitalisat
- Briefe eines communistischen Propheten nebst einem Anhang von Gedenkversen. Von dem Verfasser der Neutestamentlichen Zeitgedichte. Eine Sammlung journalistischer Mittheilungen. Leobschütz, Breslau 1850.
  - Briefe eines communistischen Propheten. Ein poetischer Schattenriß der einstigen Union zwischen der jesuitischen und der socialistischen Propaganda. Neue Ausgabe. Dülfer & Geiser, Breslau 1856. (1856)
- Göthe’s religiöse Poesie. Breslau, 1850.
- Die Geschichte der Kirche, Erster Theil. Das apostolische Zeitalter, 2 Bände. Braunschweig, 1853–’54.
- Auswahl von Gast- und Gelegenheitspredigten. Zweite Ausgabe. Bonn, 1857.
- Vom Ölberge. Geistliche Dichtungen. Neue Ausgabe. Frankfurt a. M., 1858.
- Vermischte Schriften. Neue Folge, 2 Bändchen. Bielefeld, 1860.
- Theologisch-homiletisches Bibelwerk, Bielefeld, 1857